# アラゴン川 (エブロ川水系)
アラゴン川（アラゴンがわ、スペイン語: Río Aragón）は、スペイン・アラゴン州とナバーラ州を流れる河川であり、エブロ川の支流のひとつである。

## 地理

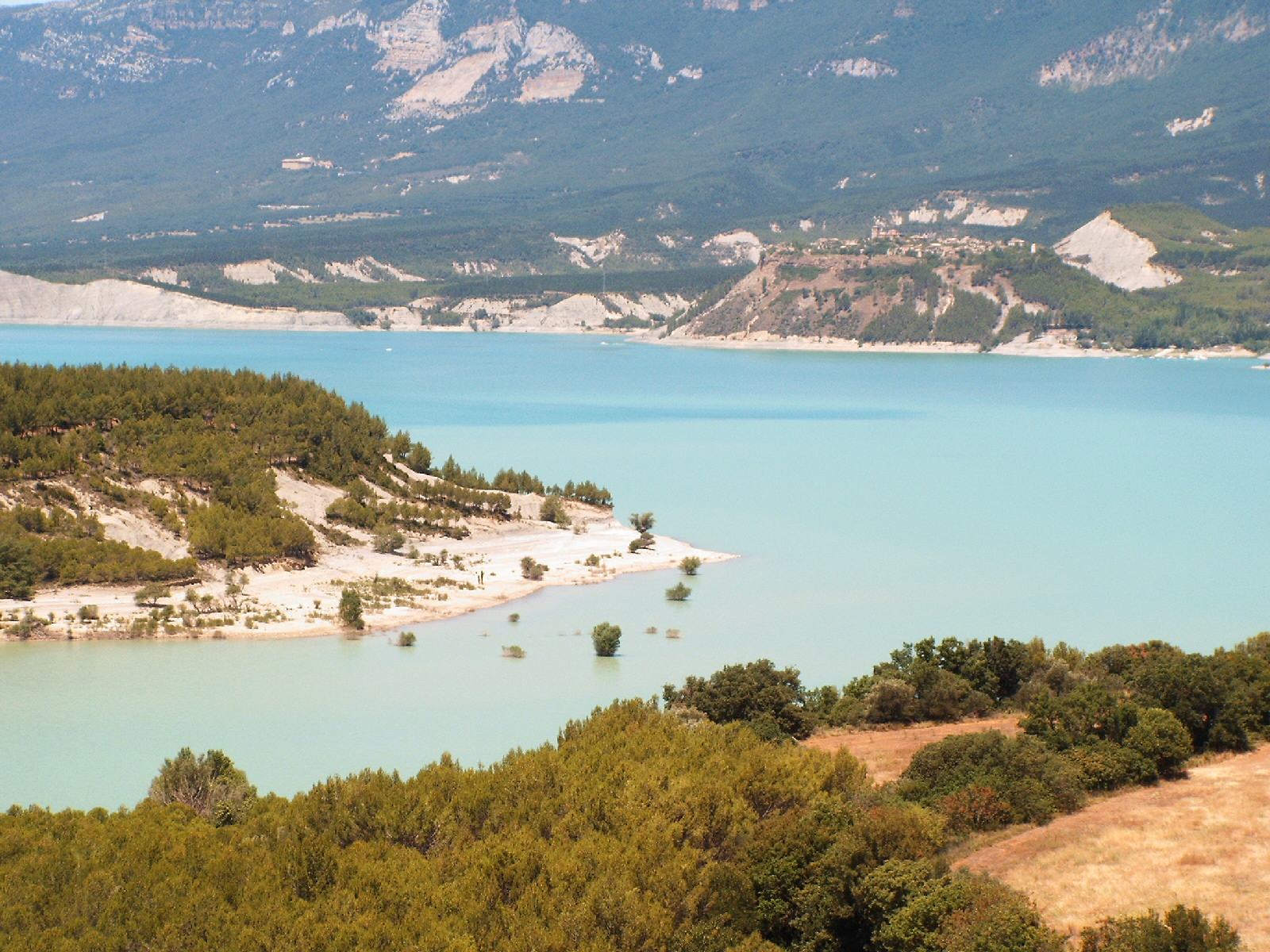
イェサ貯水湖

水源はピレネー山脈のソンポルト峠付近の南斜面、アラゴン州ウエスカ県ハカ近郊のアストゥン谷にある氷河である（標高2,050m）。この氷河は他に山湖2つを持っている。アラゴン谷を北から南へ流れ、ナバーラ州のベルドゥンで西へ曲がる。流域での最高地点は、コララダ山の2886mである。この地域は降雪が豊富で、春や秋に洪水が起こることが多い。
ナバーラ州のイェサ貯水湖の貯水量は470hm3である。この貯水湖にはスペインで最初期に作られた多目的ダムがあり、1930年から1959年に建造された。イェサ貯水湖は水力発電と灌漑治水を目的とする人工湖である。現在は地域のムニシピオに飲料水を供給し、バルデナス運河に接続されている。川は貯水湖から流れ、トゥデーラ近郊のミラグロで、エブロ川と合流する。
サンティアゴ・デ・コンポステーラの巡礼路の一部と並行して流れる。アラゴン川のおもな支流には、アルガ川やイラティ川などがある。